# Red simbola časti
Red simbola časti je odlikovanje Sovjetske zveze, ki je bilo ustanovljeno 25. novembra 1935.

## Kriteriji
Red je bil podeljen posameznikom in skupinam za sodelovanje na vseh področjih nacionalnega življenja (ekonomija, politika, obramba, šport, ...).

## Opis
Red je iz srebra, pozlačen in rdeče emajliran.

## Nadomestne oznake
Nadomestna oznaka je svetlo roza trak z 3.5 mm oranžnima robovoma.

## Nosilci
Do 1981 je bilo podeljenih okoli 1.000.000 redov.